# Esporte Clube Internacional de Lages
L'Esporte Clube Internacional de Lages, noto anche come Internacional de Lages o semplicemente come Inter de Lages, è una società calcistica brasiliana con sede nella città di Lages, nello stato di Santa Catarina.

## Storia
Il club è stato fondato il 13 giugno 1949. Ha vinto il Campionato Catarinense nel 1965, il Campeonato Catarinense Série B nel 1990, nel 2000 e nel 2014 e il Campeonato Catarinense Série C nel 2013. L'Inter de Lages ha partecipato alla Taça Brasil nel 1966, dove è stato eliminato al primo turno dal Ferroviário-PR. Il club è ritornato a partecipare alle competizioni nazionali nel 2015, dove ha partecipato al Campeonato Brasileiro Série D, la quarta divisione del campionato brasiliano di calcio.

## Palmarès

### Competizioni statali
- Campionato Catarinense: 1

1965
- Campeonato Catarinense Série B: 3

1990, 2000, 2014
- Campeonato Catarinense Série C: 1

2013